# ヴァーハナ

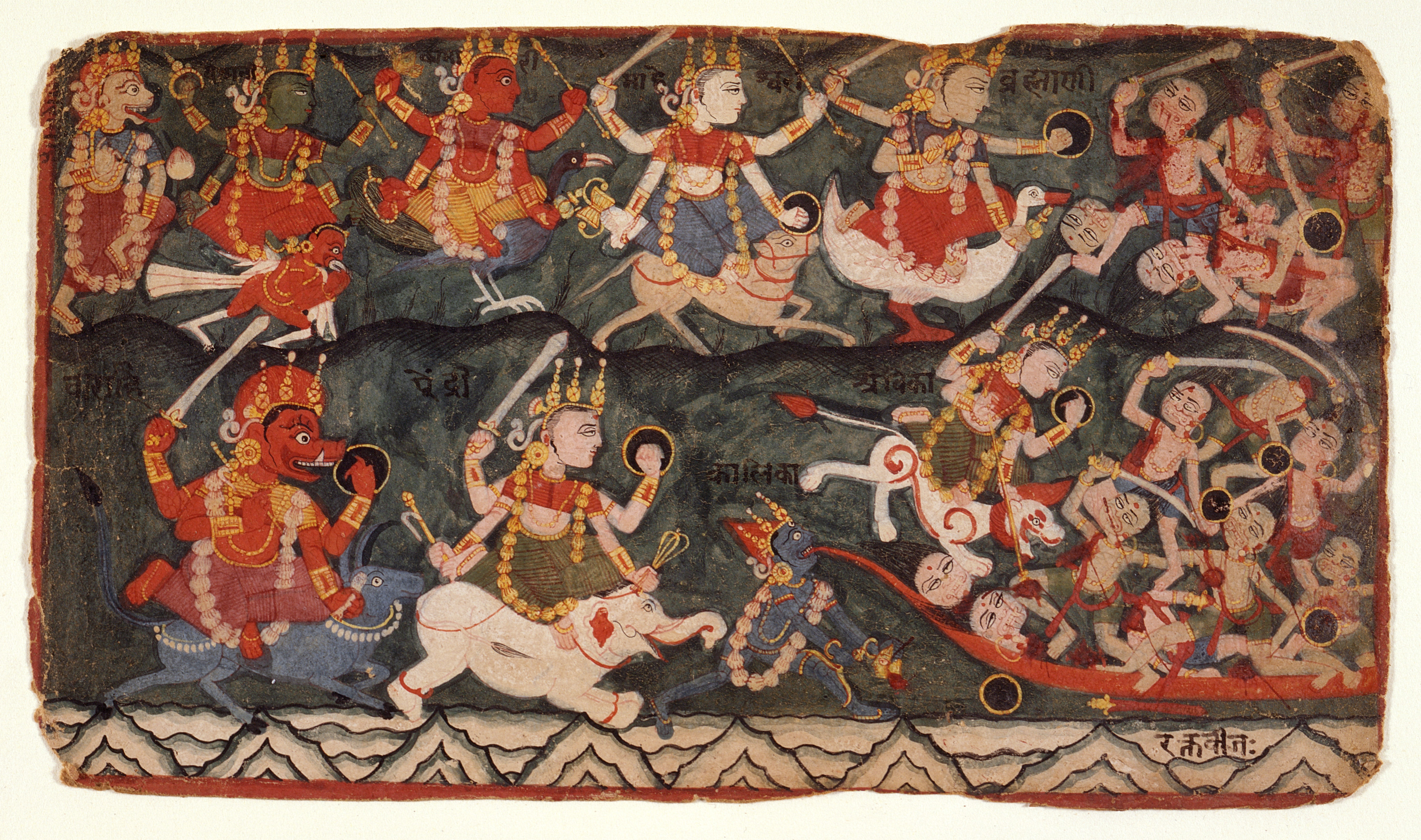
それぞれ異なるヴァーハナに跨るマトリカ（Matrika）。（上段左から2番目より）ガルダ、孔雀、ナンディン、ハムサ（アヒル、あるいは白鳥）、（下段）水牛、象、ライオン。

ヴァーハナ（サンスクリット：वाहन、運ぶもの、引くもの）は、主にヒンドゥー教の神々（デーヴァ）の乗り物として描写される動物、あるいは架空の生き物である。このことからヴァーハナはしばしば神の乗り物と表現される。神とそのヴァーハナとの関係は宗教美術や神話の中に織り込まれ、しばしば神がヴァーハナに跨った、あるいは単純に上に乗った状態で描写される。または鞍やハウダ（howdah）と呼ばれる輿のようなものを載せている状態や、神の横に象徴的な方法において描写されることもある。
神を見る場合のある種の装身具ともとれるが、ヴァーハナは独立した存在として振舞い、主たる神を象徴するもの、神の性質の一部をなすものとして機能している。

## 象徴的意義
ヒンドゥーの宗教美術において一般的にはヴァーハナはその主たる神の性質を象徴するものとして描かれている。例えばシヴァのヴァーハナである牛のナンディンはシヴァの強さと男らしさを、孔雀のパルヴァニ（Parvani）はスカンダの威厳と荘厳さを象徴する。サラスヴァティーのハムサ（Hamsa）は知恵と優美さを象徴している。
その一方で、それぞれの神が支配する悪徳を象徴するものとして描写される場合もある。つまりスカンダは自惚れ、顕示欲の象徴としての孔雀に跨りその悪徳を支配している。ねずみのムシカ（Mushika）に乗るガネーシャは、暗闇の中で増えるねずみが如くとりとめもなく湧いてくる雑念を追い払う。財産の護り神であるシャニ（Shani）はハゲタカ（或いはカラス）の持つ盗癖を抑えこむ。シャニの影響下ではヴァーハナは凶兆さえ吉兆に変える力を持つ。

## 伝承の中に見る由来

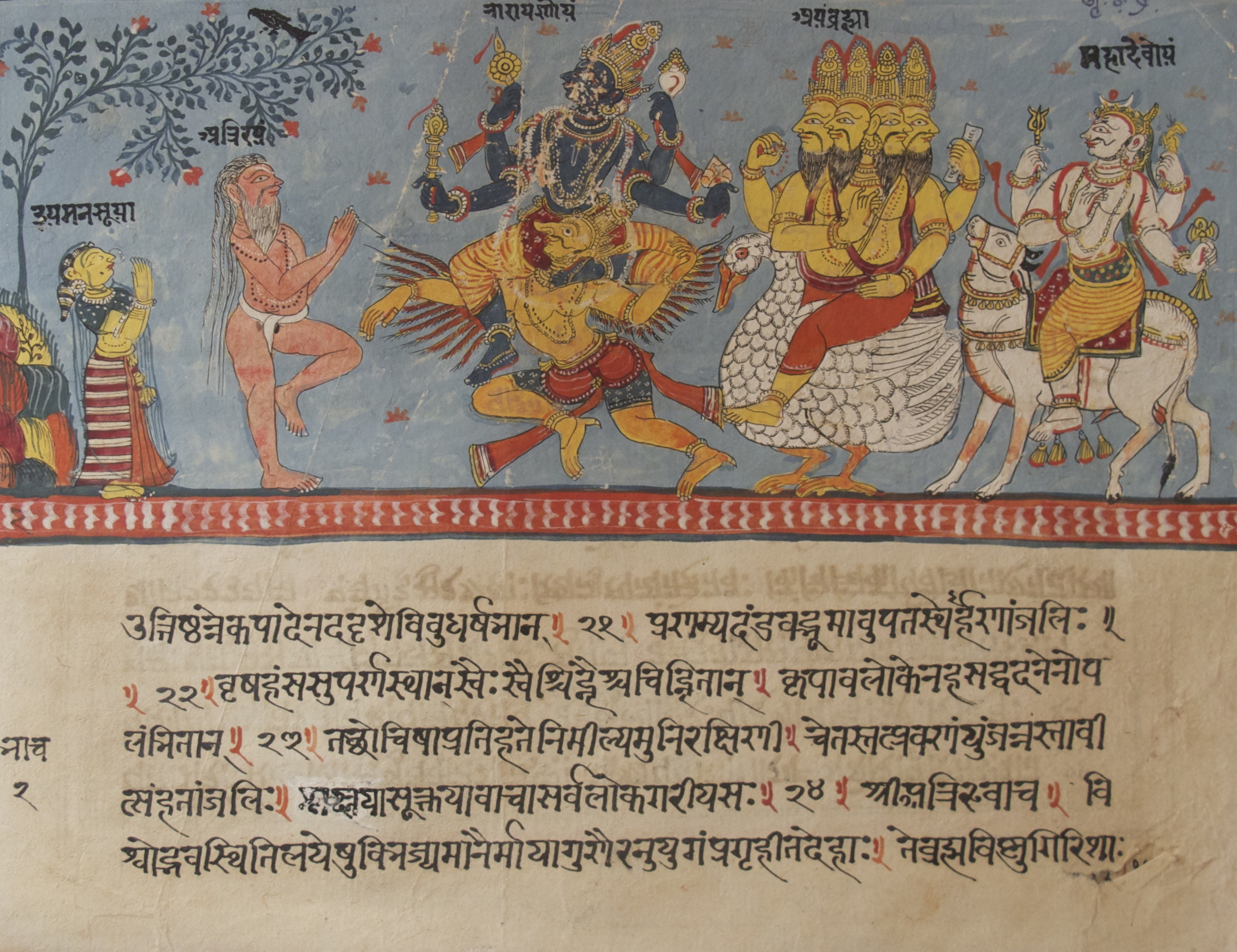
バーガヴァタ・プラーナ写本。アトリとアナスーヤーがそれぞれのヴァーハナに跨るトリムールティに出会う場面。

ヴァーハナは物語や時代、場所によって変化する。俗伝を含めればそれぞれの由来は無数の異なった形で伝えられている。ここに3つの例を紹介する。
- ガネーシャが幼い頃、巨大なねずみが彼の友達を怖がらせるようになった。ガネーシャは投げ縄（Pasha）でそれを捕らえヴァーハナとした。そのねずみ、ムシカはもともとはガンダルヴァであったとされている。ムシカはうっかりとヴァマデーヴァ（Vamadeva）というリシの足を踏んでしまったことから呪いによりねずみへと姿を変えられてしまった。後に怒りを収めたリシは、いずれ神々がムシカの前に頭を下げる日が来るであろうと予言、ガネーシャとの物語につながっていく。

- シヴァの乗り物として認知される以前、ナンディンはナンディケシュヴァラ（Nandikeshvara）という喜びと音楽と舞踊をつかさどる神であった。しかしある時代を境になんの予兆も無く彼の名前と機能は踊りの王、ナタラージャと異名を持つシヴァの視点から語られるようになっている。その変化の中で半人半牛の神の姿は単純に牛の姿へと変化した。シヴァを祀る寺院ではシヴァの方角に向けて配置されたナンディンを見ることができる。

- スカンダはヒンドゥーと習合する以前の南インドの神、ムルガン（Murugan）の時点ですでに孔雀に乗っていた。この孔雀はもともとはスラパドマ（Surapadman）と呼ばれる悪魔であった。ムルガンとの戦いの中でスラパドマは降伏を拒絶し、ムルガンを挑発する。ムルガンの槍（Vel）がスラパドマに突き刺さると、後悔の念に苛まれたスラパドマは木へと姿を変え祈りを捧げ始めた。ムルガンはその木を2つに切り、一方からは彼の紋章となる雄鶏を、もう一方からは以降彼のヴァーハナとなる孔雀を引き出した。また別の伝承では、スカンダは悪魔、ターラカを調伏するためにパールヴァティとシヴァの息子として生を受けている。スカンダはクリシカ（Kritthikas）に育てられ、生まれてから6日目には神軍を率いた。ターラカを打ち破るとスカンダは彼を赦し、ターラカをヴァーハナである孔雀の姿へと変えた。つまり私たちがスカンダに花を捧げるとき、ターラカはいつでもスカンダに供奉している。敵と合祀されているという点で特徴的な神である。

## ヴァーハナの一覧
| ヴァーハナ                     | 対応する神 | 画像                     |  |
| ------------------------------ | --- | ------------------------ |  |
| ムーシカ(神鼠)                 | ガネーシャ | Ganesha riding his mouse |  |
| 鼠、トガリネズミ               | ガネーシャ , ヴィナーヤキー(Vinayaki) , カーニ・マタ(Karni Mata) |                          |  |
| ガルダ                         | ヴィシュヌ , クリシュナ , ラーマ , ヴァイシュナヴィ(Vaishnavi、サプタ・マートリカーの一柱) |                          |  |
| 馬                             | カルキ , レヴァンタ(Revanta) , チャンドラ , スーリヤ , カンドバ(Khandoba、シヴァのアヴァターラ) , アヤッパン(Ayyappan、ダルマのアヴァターラ) , ウシャス, マルサ(Mhalsa、カンドバの配偶者) |                          |  |
| ナンディン(Nandi)(神牛)        | シヴァ , マヘーシュヴァリ(Maheshvari、サプタ・マートリカーの一柱) , イシャーナ(Ishana、シヴァから派生した神) , イシュヴァリ(Ishvari) |                          |  |
| 雄羊                           | アグニ , マンガラ, スヴァーハー(Svaha、アグニの配偶者) , ダヴディ・マタ(Dhavdi Mata) |                          |  |
| 孔雀                           | カールッティケーヤ(Kartikeya、スカンダの別名) , カウマリ(Kaumari、サプタ・マートリカーの一柱) ) , サラスヴァティー |                          |  |
| 犬                             | バイラヴァ(Bhairava) , ハドカイ・マタ(Hadkai mata、狂犬病から人々を守る女神) |                          |  |
| ハンサ(白いガチョウの姿の神鳥) | ブラフマー , ブラフマニ(Brahmani、ブラフマーから分かれた女性格) , サラスヴァティー , ガーヤトリー, ヴィシュヴァカルマン |                          |  |
| マカラ(怪魚)                   | ガンガー , ヴァルナ , アキランデシュワリ(Akilandeswari) , ホディヤル(Khodiyar) , カヴェリ(Kaveri) , タパティ(Tapati、スーリヤの娘である川の女神) , その他の川の女神達 |                          |  |
| 虎                             | ドゥルガー , チャンドラガンタ(Chandraghanta、ドゥルガーの化身の一つ) , クシュマンダ(Kushmandaドゥルガーの化身の一つ) , ラーフ アヤッパン(Ayyappan、ダルマのアヴァターラ) , ヴァイシュノ・デヴィ(Vaishno Devi、ドゥルガーの化身の一つ) |                          |  |
| ライオン                       | ドゥルガー , スカンダマタ(Skandamata、ドゥルガーの化身の一つ) , カティヤヤニ(Katyayani、ドゥルガーの化身の一つ) ) , パールヴァティー , ブダ , チャンディカ(Chandika、ドゥルガーの別の相) , マリアマン(Mariamman、天気の女神) , カーマキヤ(Kamakhya,欲望を具象化した女神) , ナラシムヒ(Narasimhi、ナラシンハの配偶者) , カウシキ(Kaushiki,パールヴァティーから生まれた戦女神) , ジャガダトリ(Jagaddhatri) |                          |  |
| 象                             | インドラ , ラクシュミー , シャチー , ブリハスパティ |                          |  |
| 鸚鵡                           | ミーナクシ(Meenakshi) , カーマ , ラティ(Rati、カーマの配偶者) |                          |  |
| 羚羊                           | チャンドラ , ヴァーユ |                          |  |
| 水牛                           | ヤマ , ヴァラヒ(Varahi、サプタ・マートリカーの一柱) ) , ダンダイ・デヴィ(Dhandai Devi) , チャムンダ(Chamunda,パールヴァティーの従者で恐怖を象徴する女神) |                          |  |
| ネコ                           | シャシュティ(Shashthi、出産・子宝の女神) |                          |  |
| 驢馬                           | カララトリ(Kalaratri、ドゥルガーの化身の一つ) , シタラ(Shitala、病気除けの女神) , カーリー, アラクシュミー |                          |  |
| 梟                             | ラクシュミー , チャムンダ(Chamunda,パールヴァティーの従者で恐怖を象徴する女神) , カーラ(Kāla、時間を擬人化した死の神) |                          |  |
| 禿鷹                           | ケートゥ, シャニ , アラクシュミー , ニルリティ(Nirṛti、死を擬人化した神) |                          |  |
| 烏                             | シャニ , トゥーマーヴァティー(Dhumavati、マハーヴィディヤーの一柱) , ジェスタ(Jyestha、逆境と不幸の女神) |                          |  |
| 陸亀                           | ヤムナ(Yamuna、ヤムナー川の女神) |                          |  |
| 雄鶏                           | バフチャラ・マタ(Bahuchara Mata、ヒジュラーの起源である豊穣の女神) |                          |  |
| 牝牛                           | ダッタトレーヤ(Dattatreya、ブラフマー、ヴィシュヌ、シヴァの三位一体の神の化身) , シャイラプトリ(Shailaputri、ドゥルガーまたはパールヴァティーのアバター) , マハガウリ(Mahagauri、ドゥルガーの化身の一つ) , ブーミ(Bhumi、地球の女神) , ウミヤ・マー(Umiya Maa、氏族神)) , ガトラド・マー(Gatrad maa、氏族神))                                                                                            |                          |  |
| 蛇                             | マナサー, ナーグバイ・マタ(naagbai mata) , ナゲシュワリ・マタ(Nageswari mata) |                          |  |
| 死体                           | チャムンダ(Chamunda,パールヴァティーの従者で恐怖を象徴する女神) , スマシャナ・カリ(Smashana Kali) |                          |  |
| マングース                     | クベーラ , バドラ(Bhadra、クベーラの配偶者) |                          |  |
| 男性                           | ニルリティ(Nirṛti、死を擬人化した神), クベーラ , バドラ・デヴィ(Bhadrā Devi) |                          |  |
| 鴨                             | マナサー |                          |  |
| イリシュ(ニシンの一種)         | ジュレラル(Jhulelal) |                          |  |
| 駱駝                           | モマイ・マタ(Momai mata、氏族神) |                          |  |
| ジャッカル                     | シバドゥーティ(Shivadooti、チャンディカより生まれた母なる女神) |                          |  |
| ドール                         | チャムンダ(Chamunda,パールヴァティーの従者で恐怖を象徴する女神) |                          |  |
| 山羊                           | メルディ・マタ(Meldi Mata) とゲル・マー(Gel maa) |                          |  |
| ガウル                         | パプラージ・マタ(Paplaj Mata) , ヴェライ・マー(Verai Maa) |                          |  |

ヴァーハナと対応する神とは必ずしも一貫性を持っていない。たとえばガネーシャは時に孔雀に乗った姿で表現される。孔雀は一般的にはガネーシャの弟であるスカンダのヴァーハナであり、また時にはサラスヴァティのヴァーハナとして描かれることもある。稀ではあるがガネーシャが象に、或いはライオンに、多頭の蛇に乗る描写を見ることもできる。
神の副手としてヴァーハナは主人の力を倍化させる機能を果たす。ドゥルガーはヴァーハナであるライオンのマナスサラ（Manashthala）の助力なくしては悪魔を打ち負かすことは出来なかった。幸運の女神ラクシュミーのふくろう、ウルカ（Uluka）は物質的、精神的な富を分け与える。障害を取り除くとされるガネーシャは象のような力強さを持つ一方で時にその大きな体をもてあます。代わりにねずみのヴァーハナが麻姑掻痒の働きをする。